# Praia do Meio (Paraty)
Ponta Meio é uma praia de areias brancas e águas cristalinas localizada no município de Paraty.